# MONU
MONU est une revue annuelle anglophone sur l’urbanisme, qui se concentre sur la ville au sens large, incluant ses politiques, son économie, sa géographie, ses aspects sociaux, ainsi que sa structure physique et son architecture. L’architecture est l’une des nombreuses disciplines traitées par le magazine – disciplines qui sont toutes rassemblées sous le terme global « urbanisme ». MONU est édité dans la ville de Rotterdam, aux Pays-Bas. De façon continue, la publication a commencé en juin 2004. MONU se présente comme une publication indépendante, non-conformiste, qui collecte des articles critiques, des images, des concepts et des théories urbaines provenant d’architectes, d’urbanistes et de théoriciens du monde entier sur un sujet déterminé.
MONU prétend examiner les sujets importants pour le futur de nos villes et régions urbaines à travers des angles variés, et apporter un support pour des analyses comparées. De manière assez riche, les différents points de vue, contextes et méthodes d’analyse permettent une exploration de sujets divers. La combinaison de textes et de projets créés par des professionnels d’horizons et de cultures très différentes génère de nouvelles idées à propos des phénomènes complexes liés aux villes. MONU cible des lecteurs hautement instruits et un public composé de nombreux architectes influents et de penseurs de la ville. Le magazine fonctionne comme une plateforme d’échange d’idées et constitue ainsi une intelligence collective sur l’urbanisme.

## Mission
Ce que MONU vise depuis le tout début est l’exploration de chaque dimension urbaine, tout ce qui englobe la ville. Le magazine a toujours été intrigué par le fait de trouver les vérités cachées qu’elles soient politiques, sociales et économiques, les réalités officielles et les interdépendances dans les villes.

## Opinions
MONU est généralement très critique du fait que les espaces urbains ne font que répondre aux désirs et aux rêves d’une minorité puissante, qui néglige les besoins de la plupart des autres. MONU critique donc les conséquences d’une élite financièrement puissante qui développe des projets immobiliers dans les villes seulement pour répondre à ses envies consuméristes. (#12 in 2010)
Le magazine rejette également le manque d’intérêt parmi architectes et urbanistes face à l’énorme potentiel que représente la ville existante. Ce laxisme envers des sujets comme la rénovation urbaine et architecturale, la préservation, la restauration, le redéveloppement, le renouveau ou la réutilisation des anciennes structures est socialement irresponsable et culturellement inacceptable. (#14 in 2011)
MONU désapprouve les conditions non-idéologiques – ou plutôt post-idéologiques – de notre société quand il s’agit des villes, et vise plutôt à l’élaboration d’une nouvelle sincérité, nécessaire dans un monde constitué d’une multiplicité de choix et de résultats urbains, sans une seule idéologie urbaine cohérente. (#15 in 2011)

## Contributeurs
Les personnes ayant contribué à MONU sont notamment :
Center for Urban Pedagogy (CUP), Reinier de Graaf (2004, MONU #1 - Paid Urbanism)

Thomas Sieverts (2005, MONU #2 – Middle Class Urbanism)

Joost Meuwissen (2005, MONU  #3 – Political Urbanism)

Yoshiharu Tsukamoto (2006, MONU #4 – Denied Urbanism)

Loïc Wacquant, Eyal Weizman (2006, MONU #5 – Brutal Urbanism)

Supersudaca (2007, MONU #6 – Beautiful Urbanism)

Floris Alkemade (2007, MONU #7 – 2nd Rate Urbanism)

Joep van Lieshout, Teddy Cruz (2008, MONU #8 – Border Urbanism)

Owen Hatherley, Shumon Basar (2008, MONU #9 – Exotic Urbanism)

NL Architects, Kees Christiaanse (2009, MONU #10 – Holy Urbanism)

Gerd Hauser, OMA (2009, MONU #11 – Clean Urbanism)

Bjarke Ingels, MVRDV (2010, MONU #12 – Real Urbanism)

Hans Frei (2010, MONU #13 – Most Valuable Urbanism)

Rem Koolhaas, Adolfo Natalini, Beatriz Ramo (2011, MONU #14 – Editing Urbanism)

Wouter Vanstiphout, Thomas Ruff (2011, MONU #15 – Post-Ideological Urbanism)

Edward W. Soja, Mike Crang, Stephen Graham (2012, MONU #16 – Non-Urbanism)

Joel Garreau, Saskia Sassen, Kunlé Adeyemi (2012, MONU #17 – Next Urbanism)

Rainer Langhans, Atelier 5, Richard Sennett (2013, MONU #18 – Communal Urbanism)

Antoine Grumbach, Rogers Stirk Harbour + Partners, Office for Metropolitan Architecture (2013, MONU #19 – Greater Urbanism)

Bernardo Secchi, Edward Burtynsky, Bart Lootsma (2014, MONU #20 – Geographical Urbanism)

Winy Maas, Candida Höfer, Petra Blaisse (2014, MONU #21 – Interior Urbanism)

Jean-Louis Missika, Bernd Upmeyer, Ulf Hannerz (2015, MONU #22 – Transnational Urbanism) 

Jeremy Till, Damon Rich, Marina Abramović (2015, MONU #23 – Participatory Urbanism) 

Andrés Jaque, Casco, Herman Hertzberger (2016, MONU #24 – Domestic Urbanism) 

Kai Vöckler, Arnis Balcus, Bart Lootsma (2016, MONU #25 – Independent Urbanism) 

Lars Lerup, Bureau of Architecture, Research, and Design, Roger Keil, Floris Alkemade, Keller Easterling, Michael Wolf, Mark Power (2017, MONU #26 – Decentralised Urbanism) 

Stephan Petermann, Levi Bryant, Nicholas de Monchaux, Marco Casagrande (2017, MONU #27 – Small Urbanism) 

STAR strategies + architecture, Alejandro Zaera-Polo, Beatriz Ramo,  Stefan Paeleman (2018, MONU #28 – Client-shaped Urbanism) 

Cassim Shepard, Pierre Huyghe, Cruz Garcia, Kathrin Golda-Pongratz, Carolyn Drake,  Inge Goudsmit (2018, MONU #29 – Narrative Urbanism) 

Deane Simpson, Peter Granser, Frits van Dongen, Chris Phillipson, Junya Ishigami, Matthias Hollwich (2019, MONU #30 – Late Life Urbanism) 

Karla Rothstein, Miguel Candela, Christopher Coutts, Julie Rugg, Katrina Spade, Cameron Jamie (2019, MONU #31 – After Life Urbanism) 

Jörn Walter, Richard Florida, Anne Mie Depuydt, David Schalliol, Will Hartley, DK Osseo-Asare (2020, MONU #32 – Affordable Urbanism) 

Beatriz Colomina, Jessica Bridger, Peter Dench, Richard Sennett, Alexander Jachnow, Nadia Shira Cohen (2020, MONU #33 – Pandemic Urbanism) 

Mabel O. Wilson, Jeffrey Hou, Ben Parry, Rafal Milach, Ulrich Lebeuf, Hans Pruijt, Bing Guan (2021, MONU #34 – Protest Urbanism) 

Mark Wigley, Anya Sirota, Riccardo Dalisi, Isabelle Pateer, MONU’s Academic Research Studio (MARS), Peter Behrens School of Arts, Arno Brandlhuber, Olaf Grawert (2022, MONU #35 – Unfinished Urbanism)

Mark Gottdiener, Sharon Zukin, Richard Plunz, Tatjana Schneider, Bharat Sikka, Izaskun Chinchilla (2023, MONU #36 – New Social Urbanism)

Eve Blau, Nikita Dhawan, María do Mar Castro Varela, Johanna-Maria Fritz, Diambra Mariani, Wendy Pullan, Ai Weiwei (2024, MONU #37 – Conflict-driven Urbanism)